# جوليو كاجياتي
جوليو كاجياتي (مواليد 1863) هو مبارز بالسيف إيطالي، مثّل بلاده في الألعاب الأولمبية الصيفية 1908.

## روابط رياضية
جوليو كاجياتي على موقع أوليمبيديا (الإنجليزية)